# Décès en 972
Décès
- 968
- 969
- 970
- 971
- 972
- 973
- 974
- 975
- 976

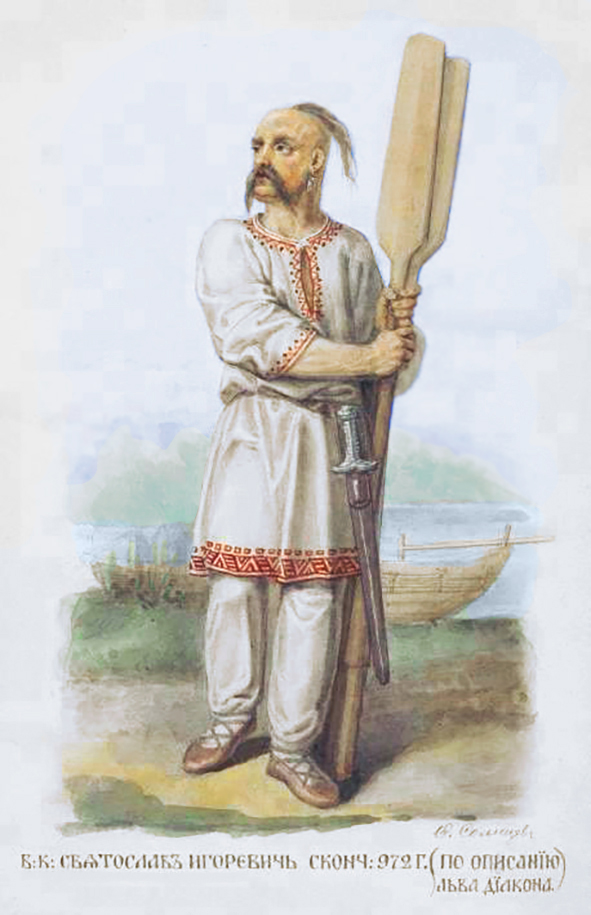
Sviatoslav Ier mort en 972.

Cette page dresse une liste de personnalités mortes au cours de l'année 972 :
- mars : Sviatoslav Ier, dit Sviatoslav le Brave, grand-duc varègue de la Rus' de Kiev, de la dynastie des Riourikides.
- 6 septembre : Jean XIII, pape[1].

- Liutprand de Crémone, évêque lettré, auteur de la Legatio, histoire de son ambassade à Constantinople.
- Étienne III de Sevan, ou Stépannos III Sewanc‘i, Catholicos de l'Église apostolique arménienne.
- Fujiwara no Koretada, ou Fujiwara no Koremasa, un des régents Fujiwara.
- Endregoto Galíndez, comtesse d'Aragon et reine de Navarre.
- Kūya, moine bouddhiste Tendai japonais qui répandit le culte du bouddha Amida dans les classes populaires.
- Notker le Physicien, moine de l'abbaye de Saint-Gall, par ailleurs physicien et peintre.
- Murchad mac Finn, roi de Leinster.
- Taksony, prince souverain de Hongrie.

## Crédit d'auteurs
- Cet article est partiellement ou en totalité issu de l'article intitulé « 972 » (voir la liste des auteurs).